# Jess Donckers
Jess Donckers (Borgerhout, 2 april 1982) is een Belgisch model, presentatrice en psycholoog.

## Levensloop
Jess Donckers is een Vlaamse psycholoog, psychotherapeut, presentatrice en ondernemer. Ze staat bekend om haar multidisciplinaire aanpak binnen de psychologie en haar werk als voorvechter van mentale en fysieke gezondheid.
Opleiding en carrière
Donckers begon haar carrière met een presentatie- en acteercursus in 2010 in Hilversum. ,wat haar media-ervaring verder versterkte. In het schooljaar 2013-2014 startte ze de opleiding Toegepaste psychologie aan de Hogeschool Thomas More, campus Sanderus te Antwerpen.  Na het behalen van haar diploma specialiseerde ze zich verder met een vierjarige opleiding tot psychotherapeut, gevolgd door een certificatie als koppeltherapeut.Uiteindelijk behaalde ze haar masterdiploma in de psychologie aan de Vrije Universiteit Brussel (VUB). 
In 2022 richtte Donckers haar multidisciplinaire psychologische groepspraktijk Sentum op in Ekeren. Sentum onderscheidt zich door een holistische benadering waarin de balans tussen lichaam en geest centraal staat. Het centrum biedt diensten aan van psychologen, coaches en therapeuten en richt zich op diverse thema’s zoals stress, burn-out en loopbaanbegeleiding.
Media en televisie
Voordat ze haar carrière in de psychologie begon, was Donckers actief als presentatrice en mediapersoonlijkheid. Ze presenteerde onder andere INfashion op GUNKtv en BEET op 2BE (2013). Daarnaast nam ze deel aan verschillende televisieprogramma’s zoals Masterchef (2012),De Grote Sprong (2013) en Beat da bompaz (2013) op VTM, waarbij ze haar hoogtevrees trachtte te overwinnen. In februari 2010 poseerde ze ook voor Playboy, waarmee ze destijds brede media-aandacht kreeg.

## Privé
In 2002 werd Jess Donckers moeder van een dochter. In 2010 huwde ze met presentator Frank Molnar, maar eind 2011 besloten ze  ieder hun weg te gaan.In 2016 vormde ze een koppel met de Vlaamse acteur Axel Daeseleire. In een interview begin oktober 2019 maakte Daeseleire bekend dat hun relatie beëindigd was.

## Trivia
- Donckers speelde miss Oostenrijk in de Samson en Gert Kerstshow 2006-2007.